# Sciurus variegatoides
Lo scoiattolo variegato (Sciurus variegatoides Ogilby, 1839) è una specie di scoiattolo arboricolo del genere Sciurus originaria del Centroamerica. Noto nei luoghi di origine come ardilla jaspeada, chiza e ardilla negra, deve il nome comune alle tonalità multicolori del mantello.

## Tassonomia
Attualmente, gli studiosi riconoscono quindici sottospecie di scoiattolo variegato:
- S. v. variegatoides Ogilby, 1839 (El Salvador);
- S. v. adolphei Lesson, 1842 (Nicaragua, Dipartimento di Chinandega);
- S. v. atrirufus Harris, 1930 (Costa Rica, Provincia di Guanacaste);
- S. v. bangsi Dickey, 1928 (costa pacifica di El Salvador e Costa Rica);
- S. v. belti Nelson, 1899 (versante pacifico del Nicaragua);
- S. v. boothiae Gray, 1843 (Honduras, Dipartimento di Cortés);
- S. v. dorsalis Gray, 1849 (costa pacifica di Costa Rica e Panamá);
- S. v. goldmani Nelson, 1898 (Messico, Chiapas);
- S. v. helveolus Goldman, 1912 (Panama, Zona del Canale);
- S. v. loweryi McPherson, 1972 (Costa Rica, Provincia di Puntarenas);
- S. v. managuensis Nelson, 1898 (Guatemala);
- S. v. melania Gray, 1867 (Costa Rica e Panamá);
- S. v. rigidus Peters, 1863 (dorsale montuosa del Centroamerica);
- S. v. thomasi Nelson, 1899 (Messico meridionale);
- S. v. underwoodi Goldman, 1932 (Honduras).

## Descrizione

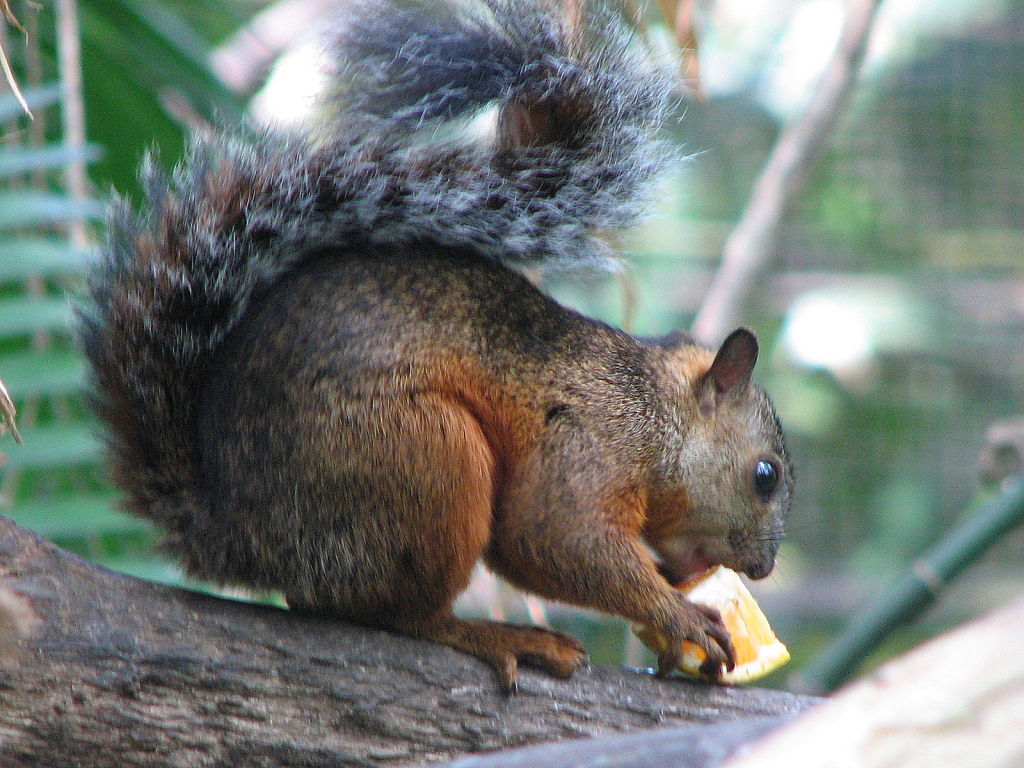
S. v. dorsalis (Costa Rica).

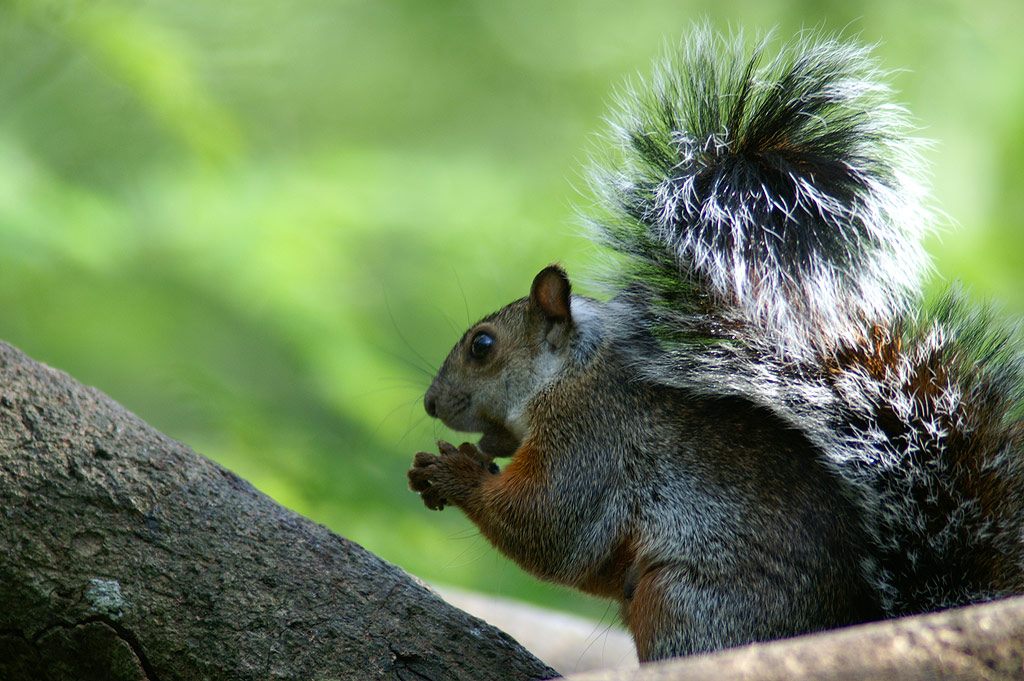
S. v. dorsalis (Costa Rica).

Lo scoiattolo variegato è un grosso scoiattolo arboricolo dalla coda lunga, dotato di un mantello ispido e lucente. Le quindici sottospecie in cui viene suddiviso mostrano una vasta gamma di colorazioni e disegni. Sulla regione dorsale la colorazione varia da toni quasi neri, attraverso il marrone-rossastro e il grigio-giallastro, al bianco. Su quella inferiore, la gamma dei colori varia dal bianco al camoscio-cannella. I piedi e i lati del corpo sono grigi chiari o giallastri; le orecchie presentano una chiazza di pelo di colore chiaro sul lato esterno. Le varie sottospecie possono presentare diverse combinazioni di strisce dorsali e laterali e di chiazze sulla fronte o essere completamente ricoperte di pelo brizzolato. I peli di guardia sul dorso e sui fianchi sono di colore aguti, e sono costituiti da bande di colori differenti. Generalmente la regione ventrale non è mai striata. La coda, folta e lunga, presenta, sulla parte dorsale, una serie di peli neri dalle estremità bianche; la parte ventrale, invece, è solitamente di colore più chiaro.
La colorazione dello scoiattolo variegato subisce alcune leggere variazioni stagionali. Non attraversa mai, tuttavia, una fase melanica. La muta ha inizio in aprile o maggio, e il nuovo pelame è completamente sviluppato in settembre e ottobre. Il periodo di muta, però, è variabile da un individuo all'altro, e in ogni periodo dell'anno si possono osservare esemplari che attraversano questa fase. Ciascun individuo effettua la muta una sola volta all'anno. Le sottospecie dalla colorazione più scura si incontrano nelle aree dove la piovosità è più elevata, lungo la costa del Mar dei Caraibi (S. v. belti, S. v. managuensis, S. v. atrirufus e S. v. thomasi). Quelle dalla colorazione più chiara, invece, si incontrano lungo la costa pacifica del Centroamerica (S .v. bangsi, S. v. dorsalis, S. v. goldmani e S. v. helveolus).
Non vi sono differenze di dimensione tra maschi e femmine, sebbene nella stessa località vi possano essere considerevoli variazioni tra gli esemplari appartenenti a una stessa sottospecie. Generalmente, lo scoiattolo variegato presenta una lunghezza testa-corpo di 22-33,7 cm e una coda di 22,6-32,5 cm; pesa 428-909 g.
Gli scoiattoli variegati sono simili a molte altre specie di scoiattoli arboricoli presenti nella stessa area. Tuttavia, presentano alcune caratteristiche distintive. Lo scoiattolo dalla coda rossa (Sciurus granatensis) ha la coda di colore arancione, dimensioni inferiori, e vive in foreste più fitte e umide; lo scoiattolo di Deppe (Sciurus deppei) ha coda più sottile, ventre e zampe grigi e dimensioni inferiori; lo scoiattolo dal ventre rosso (Sciurus aureogaster), infine, è privo delle caratteristiche macchie chiare sulle orecchie.

## Distribuzione e habitat
Lo scoiattolo variegato è diffuso dal Chiapas a Panama. Si incontra dal livello del mare fino a 1800 m di quota. Tuttavia, in Costa Rica, sul vulcano Poás, è stato avvistato anche a 2600 m. A Panamá, non si spinge mai ad alte quote, tranne che nella zona al confine con la Costa Rica.
Si incontra nelle foreste decidue secche, nelle foreste semidecidue, nelle foreste sempreverdi, nelle foreste secondarie e nelle piantagioni. In alcune aree è considerato nocivo per i raccolti.

## Biologia

### Comportamento
Gli scoiattoli variegati sono mammiferi solitari e arboricoli. Costruiscono nidi su alberi alti e slanciati, solitamente presso la congiunzione tra un ramo e il tronco principale. Nelle aree in cui vivono, si incontra un nido ogni 2,4 ettari. Gli scoiattoli sono diurni, essendo maggiormente attivi nelle prime ore del mattino. Trascorrono quasi l'intera esistenza sugli alberi e sono molto agili; corrono e saltano da un ramo all'altro con estrema facilità. Attraversano le aree aperte lungo recinzioni, se presenti, o attraverso alberi più bassi.

### Alimentazione
La dieta dello scoiattolo variegato è costituita da frutti a polpa tenera, come mango, guava, cagià (Spondias mombin) e guácimo (Guazuma ulmifolia).

### Riproduzione

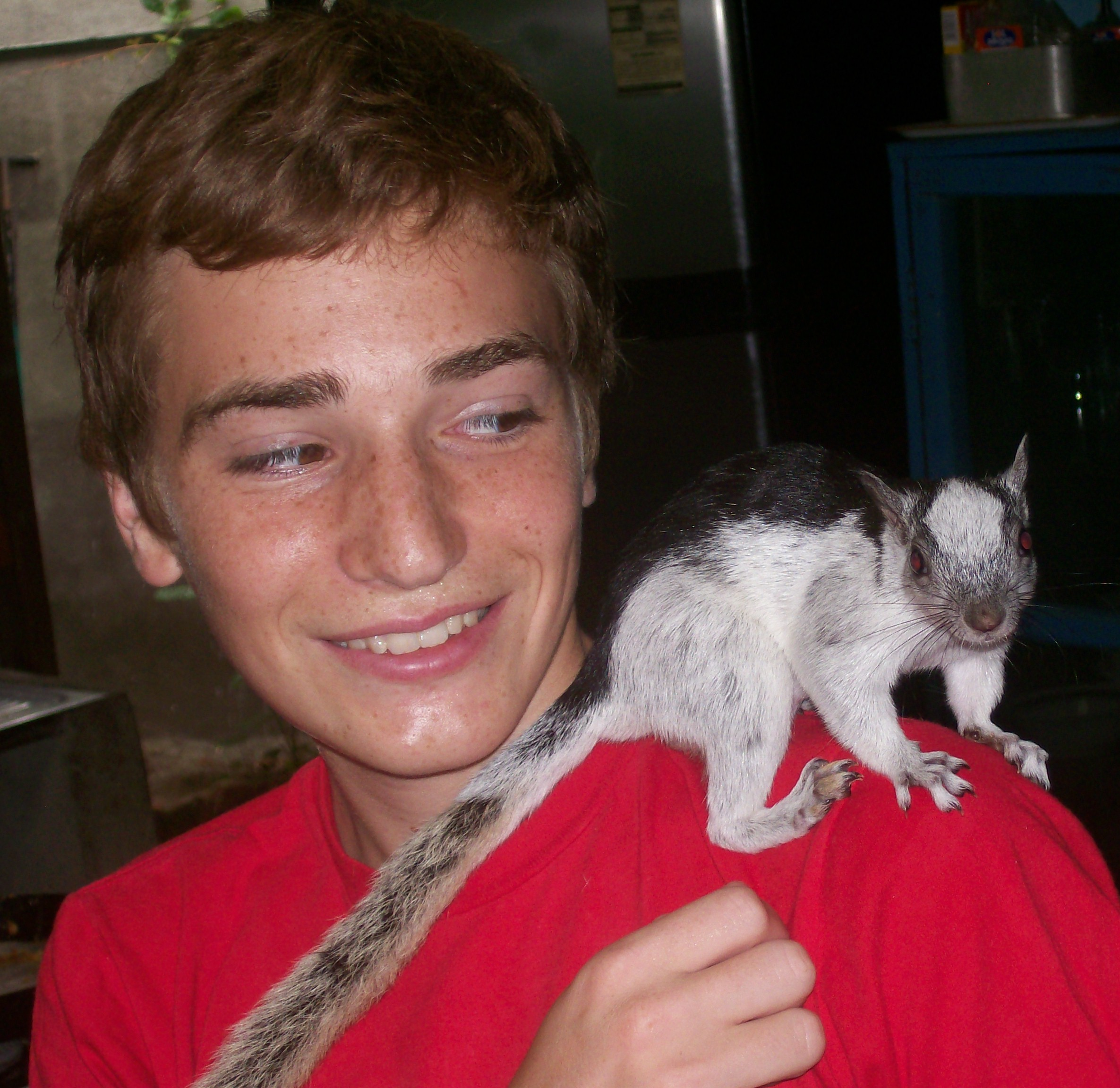
S. v. dorsalis (Riserva Naturale di Laguna de Apoyo).

Conosciamo ben poco sulle abitudini riproduttive dello scoiattolo variegato, ma al riguardo quasi tutte le specie del genere Sciurus hanno un comportamento simile. Gli scoiattoli arboricoli sono generalmente solitari, e i vari esemplari vengono in contatto tra loro solamente per accoppiarsi. Il rango sociale viene stabilito in base a dimensioni ed età. I maschi di rango sociale più elevato si accoppiano con un numero maggiore di femmine. Le femmine vanno in estro un'unica volta all'anno, per la durata di un giorno. Attraverso segnali olfattivi e cambiamenti nel comportamento, i maschi riescono a intuire quando è il momento giusto per accoppiarsi. Nel territorio di una femmina in estro possono arrivare più maschi, che combattono tra loro per il diritto all'accoppiamento. Dopo la copula, maschio e femmina si separano. Non si creano mai legami duraturi.
A Panamá, gli scoiattoli variegati si accoppiano tra aprile e maggio. La femmina costruisce un nido sulla cima degli alberi, in cui dà alla luce i piccoli. Il nido è fatto di rametti e foglie, e solitamente è impermeabile. A seconda della nidiata il numero di piccoli varia da 2 a 8. I piccoli della sottospecie S. v. melania presentano già la caratteristica colorazione scura degli adulti.
Nel genere Sciurus, la gestazione dura 33-46 giorni. Alla nascita i piccoli sono ciechi e glabri. Le loro dita sono fuse insieme e pesano meno di 30 g. Trascorsi 4 giorni, iniziano a produrre suoni, emettendo squittii in risposta agli stimoli della madre. Dopo 2 settimane, iniziano a ricoprirsi di pelo. Verso i 30-32 giorni sviluppano i denti e aprono gli occhi. A partire dalle 4 settimane, i piccoli sono in grado di fare toeletta da soli, e lasciano il nido all'età di 6 settimane. Gli scoiattoli iniziano a socializzare a 10 settimane, appena dopo lo svezzamento. A 15 settimane abbandonano il gruppo familiare per condurre vita solitaria e raggiungono la maturità sessuale a 12-15 settimane.

## Conservazione
Seppur minacciato in alcune zone dalla deforestazione, lo scoiattolo variegato è ancora molto diffuso e la IUCN lo inserisce tra le specie a rischio minimo.